# Пирс, Маккензи
Маккензи Пирс (англ. Mackenzee Pierce; род. 10 марта 1988 года, Чандлер, Аризона, США) — американская модель и порноактриса.

## Ранняя жизнь
О карьере в порноиндустрии Маккензи Пирс мечтала ещё в 16 лет, а после совершеннолетия активно приступила к реализации своей мечты.

## Карьера в порнофильмах
Карьеру в порно начала в 2007 году, когда ей исполнилось 19 лет. Её первый фильм назывался No Swallowing Allowed #11.
Принимает участие в порнороликах разных жанров: лесби, анального, группового. Работает с такими студиями как: Brazzers, Private, Digital Sin, Anabolic Video, Red Light District, Penthouse, Jules Jordan Video, New Sensations и др. Снялась более чем в 100 фильмах и сценах.

## Премии и номинации
- 2010: AVN Award — лучшая сцена двойного проникновения — Hot N' Sexy — Номинация[3]
- 2011: AVN Award — лучшая сцена двойного проникновения — Whatever It Takes — Номинация[4]

## Фильмография
- 18 And Loves It Up The Ass 4 (2012)
- Angelic Asses (2013)
- 18 Year Old Pussy 10 (2007)
- Baby Got Boobs 5 (2010)
- Anal Asspirations 10 (2008)
- Big Butt Oil Orgy 2 (2010)
- Big Wet Butts 4 (2009)
- Breakroom Betties (2008)
- Blondes And Big Black Dicks 3 (2013)
- DP My Wife With Me 2 (2013)
- Busty Nurses (2010)
- Evil Anal 7 (2008)
- Hot Anal Adventures (2010)
- Hottest Yoga (2012)
- Letter A Is For Asshole (2010)
- Massive Anal Booty 2 (2012)
- My Girlfriend’s Busty Friend 5 (2013)
- Teen Hitchhikers 18 (2008)
- Teenage Anal Princess 8 (2008)
- Young Harlots: School Trip (2010)